# Megan Rapinoe
Megan Anna Rapinoe (ur. 5 lipca 1985 w Redding) – reprezentantka Stanów Zjednoczonych w piłce nożnej, zawodniczka Reign FC grająca na pozycji pomocniczki. Podczas Mistrzostw Świata odbywających się w Niemczech zdobyła jedną bramkę w meczu fazy grupowej przeciwko Kolumbii. Podczas turnieju olimpijskiego w Londynie zdobyła złoty medal wraz z reprezentacją Stanów Zjednoczonych, zdobywając trzy gole oraz czterokrotnie asystując. Mistrzyni świata z 2015, kiedy to strzeliła 2 gole. Cztery lata później obroniła trofeum wraz z reprezentacją i ponownie wygrały Mistrzostwa świata, na których to zdobyła Złotą Piłkę, Złotego Buta i została najlepszą zawodniczką w finale. Na koniec 2019 zdobyła prestiżową nagrodę w plebiscycie Złota Piłka France Football.

## Lata dzieciństwa
Rapinoe dorastała w kalifornijskim Redding razem z rodzicami Jimem i Denise oraz pięcioosobowym rodzeństwem, wliczając w to bliźniaczkę – Rachael. W piłkę nożną grać rozpoczęła w zespole Mavericks, w którym grała w kategoriach wiekowych od U-12 do U-14.

## Kariera klubowa
Następnie przeniosła się do zespołu Elk Grove Pride, z którym wygrała ligę stanową, co dało szansę gry w mistrzostwach Women's Premier Soccer League, gdzie zajęła drugie miejsce. W 2005 roku razem ze swoją siostrą bliźniaczką rozpoczęła studia na University of Portland, mimo iż początkowo planowały przystąpienie do Santa Clara University. Ostatecznie wybrały studia w stanie Oregon i grę w zespole Portland Pilots, gdzie w pierwszym sezonie gry została niepokonana, zdobywając mistrzostwo piłkarskiej ligi kobiecej NCAA. W sezonie tym zyskała kilka nagród w tym miejsce w drużynie gwiazd ligi, drużynie pierwszoroczniaków ligi, została wybrana zawodniczką sezonu konferencji zachodniego wybrzeża ligi. Zagrała we wszystkich 25 meczach sezonu jako ofensywny pomocnik zdobywając 15 bramek, 13 asystując zdobywając siedem decydujących bramek.
W drugim sezonie (2006) gry zagrał jedynie w 11 meczach. Spowodowane było to kontuzją odniesione podczas jednego z meczów. Mimo tego zdobyła 10 bramek i dwukrotnie asystowała. W trzecim sezonie (2007) również zagrała w ograniczonej liczbie spotkań. Powodem była kontuzja więzadła krzyżowego. Zagrała jednak w dwóch meczach. W sezonie 2008 po raz ostatni zagrała w rozgrywkach uniwersyteckich, grając w 22 spotkaniach. Z powodu występującej wcześniej kontuzji mogła grać w rozgrywkach NCAA, jednakże zdecydowała się na udział w drafcie ligi Women's Professional Soccer, a następnie grę w tych rozgrywkach.
Rapinoe zdobyła 88 punktów w rozgrywkach dla Portland Pilots (30 bramek, 28 asyst) jest to 10. wynik w historii uczelni mimo rozegrania jedynie 60 spotkań.
Od 2002 do 2005 grała w zespole Elk Grove Pride, w którym przez cztery lata zdobyła 25 bramek. W 2009 roku została wybrana jako druga zawodniczka draftu ligi WPS przez Chicago Red Stars. W inauguracyjnym sezonie 2009 w 18 spotkaniach (17 w pierwszym składzie) zdobyła dwie bramki i trzy asysty. Została również wybrana do drużyny gwiazd ligi WPS. W sezonie 2010 zmagała się z chorobą, jednak wystąpiła w 20 meczach, zdobywając jedną bramkę w ostatnim meczu sezonu zasadniczego. W grudniu 2010 roku przeniosła się do Philadelphia Independence po tym jak zespół z Chicago zakończył działalność. W nowym zespole nie grała jednak długo, bo po czterech meczach i zdobyciu jednej bramki została sprzedana do drużyny magicJack. Operacja ta odbyła się podczas mistrzostw świata w Niemczech. W momencie jej obycia była największą w historii ligi, była warta 100 tysięcy dolarów. Jednak po zakończeniu sezonu liga zakończyła swoją działalność, a zawodniczka została wolnym agentem. W październiku 2011 roku zagrała w dwóch meczach zespołu ligi W-League – Sydney FC, zdobywając jedną bramkę. Od 2012 roku grała w zespole Seattle Sounders Women, a w styczniu 2013 roku przeniosła się do francuskiego Olympique Lyon.

## Kariera reprezentacyjna

### Drużyny juniorskie
Rapinoe grała w zespole U-16 w 2002 roku uczestnicząc w meczach odbywających się we Francji i w Houston w stanie Teksas. Rok później zagrała jako zawodniczka United States Youth Soccer Association w międzynarodowym turnieju w Houston. W tym samym roku zadebiutowała w kadrze do lat 19, w której łącznie zagrała 21 spotkań. Swoją pierwsza bramkę dla drużyny USA zdobyła w meczu przeciwko Meksykowi 1 marca 2003 roku. Później uczestniczyła w turnieju kwalifikacyjnym strefy CONCACAF do Mistrzostw świata kobiet U-19, w którym w trzech meczach zdobyła trzy bramki. Zaś w głównym turnieju zdobyła trzy bramki, w tym w meczu o trzecie miejsce przeciwko Brazylii.

### Drużyna seniorska
Rapinoe trenowała z zespołem seniorskim od 2006 roku, kiedy to przystąpiła do obozu treningowego w Carson. W tym samym roku zagrała swój pierwszy mecz w kadrze seniorek miało to miejsce 23 lipca w meczu przeciwko Irlandii, 1 października tego samego roku strzeliła swoją pierwszą bramkę przeciwko Chińskiemu Tajpej. Z powodu kontuzji więzadła krzyżowego nie zagrała w reprezentacji w 2007 i 2008 roku. Tracąc przy tym okazję do gry na mistrzostwach świata w Chinach i na igrzyskach olimpijskich w Pekinie.
W 2009 roku powróciła do reprezentacji, z którą zajęła drugie miejsce w turnieju o Puchar Algarve, zdobywając zwycięską bramkę w meczu fazy grupowej przeciwko Norwegii.
W 2010 roku zagrała w ośmiu z dziesięciu meczów reprezentacji zdobywając cztery bramki i dwie asysty, jedną z nich zdobyła w meczu przeciwko Włoszkom, które dało awans do mistrzostw świata. Zagrała również w turnieju finałowym, podczas którego zdobyła jedną bramkę w meczu przeciwko Kolumbii. Celebrując zdobycie bramki zaśpiewaniem piosenki Bruce'a Springsteena – Born in the U.S.A.. W meczu ćwierćfinałowym zdobyła bramkę przeciwko Brazylii w serii rzutów karnych. Ostatecznie zdobyła wraz z reprezentacją drugie miejsce, przegrywając w finałowym spotkaniu z Japonią w serii rzutów karnych. Po zakończeniu turnieju 10 września 2011 roku w rodzinnym mieście zawodniczki przeprowadzony został dzień jej imienia – Megan Rapinoe Day. 12 lutego 2012 roku zdobyła Harry Glickman Profesjonalne Female Athlete of the Year Award dla najlepszej zawodniczki stanu Oregon w dorocznym, jubileuszowym 60. edycji tego konkursu.
W 2012 roku pomogła reprezentacji USA zdobyć złoty medal na letnich igrzyskach w Londynie. Zdobywając bramkę przeciwko Kolumbii w meczu fazy grupowej oraz dwie bramki w półfinale przeciwko Kanadzie. Wśród najlepszych strzelających znalazła się na piątym miejscu ex aequo z Alex Morgan, Steph Houghton i Yūki Ōgimi.
W 2019 roku wraz z reprezentacją USA zdobyła złoty medal Mistrzostw Świata w Piłce Nożnej Kobiet we Francji. Było to czwarte mistrzostwo świata piłkarek amerykańskich i drugie z rzędu. Zdobyła 6 bramek, gdzie razem z Ellen White i Alex Morgan była najskuteczniejszą zawodniczką mistrzostw.
7 lipca 2022 roku została odznaczona przez prezydenta Stanów Zjednoczonych Joego Bidena Prezydenckim Medalem Wolności – najwyższym amerykańskim odznaczeniem cywilnym.

## Życie prywatne
2 lipca 2012 roku ujawniła w wywiadzie dla magazynu Out, iż jest lesbijką. Przez trzy lata spotykała się z australijską zawodniczką Sarah Walsh.

## Osiągnięcia

### Olympique Lyon
- Mistrzostwo Francji: 2012/13
- Puchar Francji: 2012/13
- Finał Ligi Mistrzyń UEFA: 2012/13

### Reign FC
- Mistrzostwo USA: 2014, 2015

### Reprezentacyjne
- Mistrzostwo świata: 2015, 2019
- Wicemistrzostwo świata: 2011
- Mistrzostwo olimpijskie: 2012
- Złoty Puchar CONCACAF: 2014, 2018
- Puchar Algarve: 2011, 2013, 2015
- SheBelieves Cup: 2018
- Turniej Narodów: 2018

### Indywidualne
- MVP Pucharu Algarve: 2013
- Najlepsza XI NWSL: 2018
- Najlepsza rozgrywająca według IFFHS: 2019
- Drużyna roku według IFFHS: 2019
- Najlepsza piłkarka według FIFA: 2019
- Złota Piłka Mistrzostw świata: 2019
- Złoty But Mistrzostw świata: 2019
- Drużyna roku według FIFPro: 2019
- Zawodniczka finału Mistrzostw świata: 2019
- Złota Piłka France Football: 2019